# 克莱芒会议
克莱芒会议是1095年11月18日至28日期间，天主教会在法国克莱芒举办的一场宗教会议。教宗乌尔巴诺二世于11月27日进行了演讲，号召基督徒前去征讨东方的异教徒，夺回圣地，从而引发了第一次十字军东征。
克莱芒会议意在讨伐东方的异教徒失去的圣地（此处指占领拜占庭帝国的阿拔斯王朝的穆斯林），其中会议以夺回耶路撒冷为主要目的，同时展示天主教会对于东正教會的强大势力。